# Шаповаленко, Владимир Павлович
Владимир Павлович Шаповаленко (9 июля 1932, Полтава — 1996, Киев) — советский и украинский композитор, автор музыки для детей и юношества.

## Биографические сведения
Шаповаленко Владимир Павлович родился 9 июля 1932 г. в Полтаве, в семье учителей.
Мать — Шаповаленко (Савченко) Александра Максимовна, дочь потомственного почетного гражданина, работала учительницей начальных классов, отец — Шаповаленко Павел Петрович, из семьи духовенства — учителем пения, руководителем хоровых кружков, выигрывали многочисленные конкурсы. Еще дошкільником создал свою первую песню «Про нашу маму», которая получила одобрительные отзывы музыкальных кругов.
В 1941 г. закончил 1-й класс. В течение Великой Отечественной войны находился на территории, оккупированной немецкими захватчиками — г. Полтаве, учился в музыкальной школе, по классу фортепиано у Н. Козиненко и О. Шкляр. В общеобразовательной школе не учился, учился по программе 2-го и 3-го класса с матерью. После освобождения Полтавы, был принят до 4-го класса 20-й железнодорожной школы, в которой и учился до 1947 года. К этому же времени окончил детскую музыкальную школу, где музыкально-теоретические дисциплины изучал в питомца Петербургской консерватории А. Важенина. Играл и на скрипке, пел в хоре в общеобразовательной школе, увлекался театром, ходил на различные спектакли и даже принимал в них участие. С помощью отца Владимир Шаповаленко изучал дирижирование, и по окончании школы работал хормейстером в кружках художественной самодеятельности, а затем — в хоре Полтавского паровозоремонтного завода. С 1948 г. по 1951 учился в 7-й, 1-й и 2-й школах рабочей молодежи, работал внештатным корреспондентом полтавского областного радиокомитета и концертмейстером хорового кружка Полтавского техникума мясо-молочной промышленности.
Его песни печатаются в сборнике «наш Золотой урожай», в газете «Заря Полтавщины», а впоследствии уже и звучат по радио.
Участие в республиканском смотре молодых талантов в 1951 году окончательно решила судьбу юноши. Лев Николаевич Ревуцкий, классик украинской музыки, который возглавлял жюри, одобрительно отнесся к молодому музыканту и посоветовал продолжить обучение. Случилось так, что именно этот знаменитый композитор принимал у Володи вступительные экзамены в Киевскую консерваторию имени П. Чайковского.
В 1951 году поступил на 1-й курс композиторского факультета Киевской Государственной консерватории имени П. Чайковского, потом перевелся на композиторский факультет Львовской консерватории имени Н. Лысенко, однако вернулся в Киев и возобновил обучение в Киевской Государственной консерватории, которую впоследствии и закончил. В это время появляются хоровые произведения а cappella «Ландыш», «Элегия» на стихи А. Олеся, песни и др. Популярность приобрел «Вальс любви», который родился в сотрудничестве с полтавским поэтом А. Пашко.
С 1960 по 1967 гг. работал музыкальным руководителем литературных передач Государственного Радиокомитета Украины. В 1967 г. перешел на должность начальника музыкального отдела Украинского гастрольно-концертного объединения. После творческого отпуска вновь вернулся к Редакции вещания для детей и юношества Гостелерадиокомитет Украины, где проработал до самой смерти. 

## Творчество
Много времени Владимир проводил в аппаратной, где монтировались передачи для детей и юношества. Каждую сказку, каждый рассказ или радиопостановку он наполнял самыми поэтическими музыкальными красками. Композитор написал много произведений для детей в разных жанрах: песни, оперетты, мюзиклы, музыка для телеспектаклей, мультфильмов и спектаклей театра кукол. Отходя от господствующего в те годы академизма, вносит в музыку элементы эстрадных жанров. Главным средством музыкальной выразительности для него есть мелодия — яркая, с четкой структурой, такая, что хорошо запоминается. Свой мелодический дар В. Шаповаленко раскрывал и в симфонических произведениях — «Увертюра», «Образ».
Популярность обрела его оперетта «Брак с приключениями», которая с успехом шла в театрах Чернигова, Ужгорода, Ивано-Франковска, Симферополя, Луганска, Киева. В. Шаповаленко принадлежит более 180 произведений разных жанров. Руководство Национальной Радиокомпании Украины, за вклад в развитие украинской музыки возбудило ходатайство перед Киевской организацией Союза Композиторов Украины о присвоении Владимиру Павловичу звание «Заслуженного работника культуры Украины».

## Кинематографические работы
Автор музыки к мультфильму «Вий» (1996, в соавторстве), мультфильму «Цыпленок в клеточку», кинофильму «Первый шторм» (1972), ряду телевизионных лент («Однажды в Киеве», 1966) и др.